# Microhyla achatina
Microhyla achatina е вид земноводно от семейство Microhylidae.

## Разпространение
Видът е разпространен в Индонезия.